# سانت توماس (إنجلترا)
سانت توماس (بالإنجليزية: St Thomas, Exeter) هو حي كبير يقع غرب نهر إكز في مدينة إكستر، ديفون، إنجلترا.

## التاريخ
كان سانت توماس في الأصل أبرشية منفصلة ومركزًا ريفيًا محيطًا بمدينة إكستر. على مدى القرون، شهدت المنطقة نموًا عمرانيًا تدريجيًا بسبب توسع المدينة وازدياد السكان.
في القرن التاسع عشر، تم دمج سانت توماس رسميًا ضمن حدود مدينة إكستر الإدارية، ما جعله جزءًا أساسيًا من النسيج الحضري للمدينة، خصوصًا بعد تطوير شبكة النقل والجسور التي ربطته مباشرة بمركز المدينة.

## الجغرافيا
يقع الحي على الضفة الغربية لنهر إكز، ويفصله عن مركز المدينة جسر رئيسي. يشتهر بكونه منطقة سكنية مزدحمة تضم مزيجًا من المساكن والمتاجر والخدمات، مع وجود حدائق ومساحات خضراء.

## النقل والخدمات
يضم سانت توماس محطة قطار (St Thomas Station) التي تربطه بخطوط السكك الحديدية الإقليمية، بالإضافة إلى شبكة واسعة من الحافلات. يحتوي الحي على مدارس، متاجر محلية، مرافق صحية، وأسواق أسبوعية تخدم السكان المحليين.

## المعالم البارزة
- كنيسة القديس توما التاريخية، التي تعود إلى العصور الوسطى.
- الجسر الرئيسي المؤدي إلى مركز إكستر.
- الأسواق والمتاجر المحلية التي تعكس الطابع التقليدي للمنطقة.